# Rathaus Arnstadt

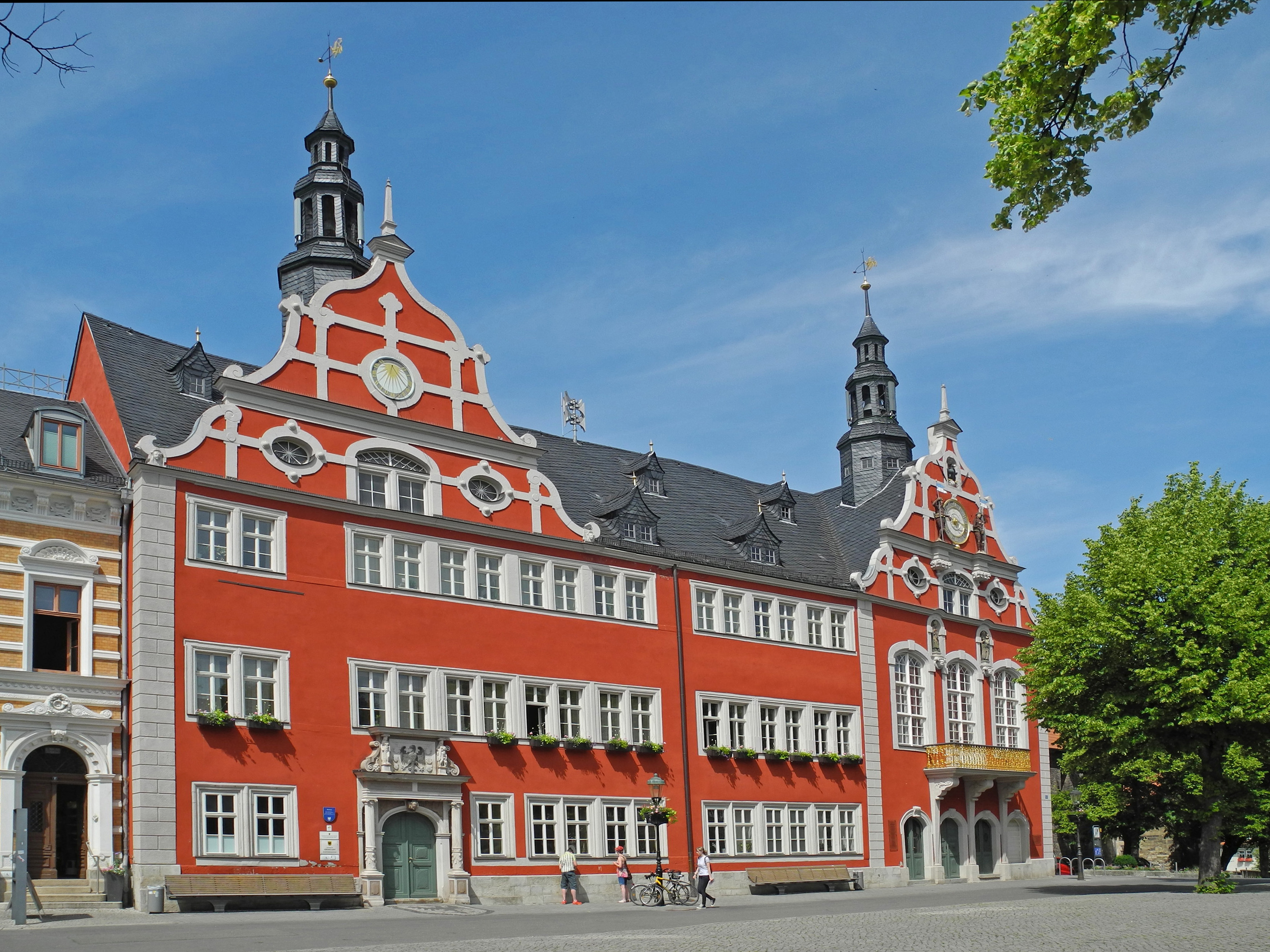
Rathaus Arnstadt (2017), von Südwesten

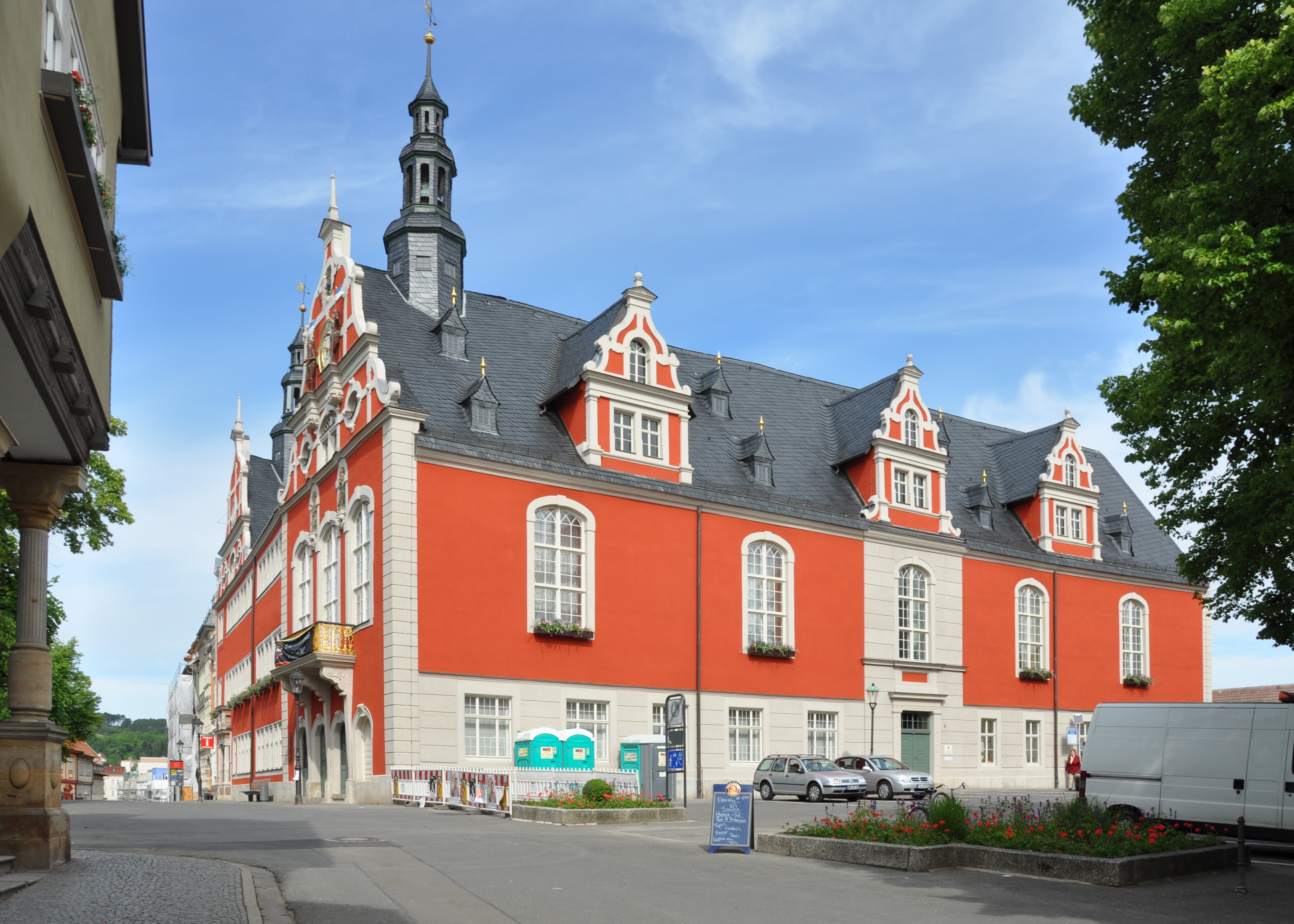
Rathaus Arnstadt (2012), von Südosten

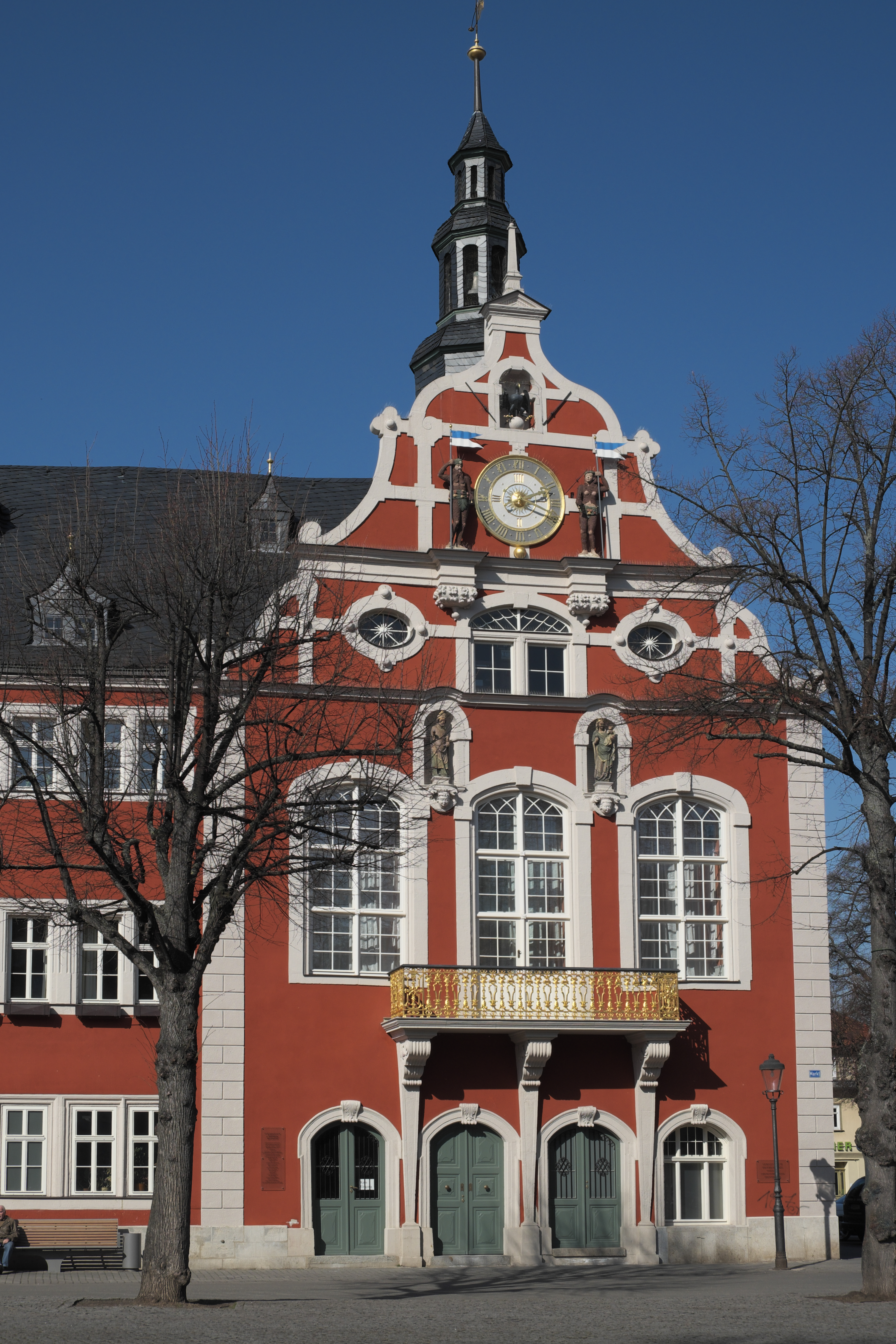
Rathaus Arnstadt (2015), Südseite des Ostbaus

Der Rathaus Arnstadt ist ein Baudenkmal in Arnstadt in Thüringen.

## Standort und Geschichte
Im Zusammenhang mit der Stadtwerdung wird im Jahr 1347 erstmals ein Rathaus in Arnstadt erwähnt, das aber 1459 abbrannte. Der Nachfolgebau von 1501 wurde bei einem Stadtbrand am 7. August 1581 zum Teil zerstört, so dass in den Jahren von 1582 bis 1586 ein Neubau nach Plänen von Christoph Junghans entstand, der die erhaltenen Reste des Rathauses nutzte. Die Südseite des Ostflügels wurde 1753 umgestaltet, indem man eine dort befindliche Freitreppe durch den Altan ersetzte und die großen Fenster einbaute. Zudem wurde die Treppe an der Ostseite entfernt. Der Rathaussaal wurde in den Jahren 1826 und 1827 umgebaut und das Gebäude 1925 neu verputzt. Die letzte größere Sanierung erfolgte in den Jahren von 2003 bis 2010.
Vom 9. bis zum 15. Juli 1711 wurde das Rathaus durch weimarische Truppen besetzt, um so eine Huldigung für den Herzog von Weimar zu erzwingen, da dieser die Fürstenwürde von Anton Günther II. von Schwarzburg-Sondershausen nicht akzeptieren wollte.
Das Gebäude, dessen Südflügel zum Markt und dessen Ostflügel zum Töpfermarkt mit der Bachkirche ausgerichtet ist, wird heute – neben seiner Hauptfunktion als Sitz der Stadtverwaltung – auch für Veranstaltungen wie den Bach-Advent genutzt. Im Jahr 2010 wurde der historische Zweiflügelbau an der Hof- bzw. Nordseite – zur Töpfengasse hin – um jüngere Anbauten ergänzt. Zudem wurde der Hof 2011 mit einer Treppenanlage neu gestaltet. Im Areal von Schloss Neideck steht ein Modell des Rathauses.

## Baubeschreibung
Der Ostflügel zeigt mit seiner Breitseite zum Töpfermarkt und wird dort von drei Giebeln geprägt, die aber noch durch die wuchtigen Schaugiebel an der Südseite übertroffen werden. Der Ostflügel wurde zweigeschossig erbaut und weist im Erdgeschoss an der Ostseite zwölf Achsen auf, wohingegen sein Obergeschoss mit fünf großen Fenstern ausgestattet wurde. Zwei Dachgeschosse werden durch die übereinander angeordneten Dachgauben zwischen und neben den Giebeln angedeutet. Das Erdgeschoss und die mittlere Achse heben sich hier durch Bandrustika sowie weiße statt roter Farbe ab, Schmuckelemente wurden hier eher sparsam eingesetzt. Die Giebel weisen teils Voluten auf, besitzen kleine Dreiecksgiebel und Gesimse. Zudem wurden ihre oberen Fenster rundbogig gestaltet.
Der eigentliche Schaugiebel des Ostflügels befindet sich an der Südseite. Während die Fenster im ersten Obergeschoss denen an der Ostseite ähneln, da sie ebenfalls Korbbögen aufweisen und spitz zulaufende Linienelemente aufweisen, befindet sich über ihnen nicht nur der Giebel, sondern eine Vielzahl von Elementen, die von Ochsenaugen, über Plastiken (Wilder Mann und Wilde Frau je mit Fahne und Glocke, angelehnt an das Wappen von Schwarzburg-Sondershausen) bis hin zu einem kleinen Obelisken reichen. Zudem wurden hier eine Uhr (1585 von Hans Friese), ein kleiner Dreiecksgiebel, Voluten, eine goldene Kugel und Figurensockel mit Kapitellen samt einer Nische mit dem Wappentier von Arnstadt, ein Adler, der hier als Plastik auf einer Kugel thront, integriert. Die drei Plastiken sind mit der Uhr verbunden und können sich beim Glockenschlag bewegen. Überragt wird dieser Giebel – wie auch der Schmuckgiebel des Südflügels – von einem verschieferten Dachreiter mit Laterne und Wetterfahne. Diese dienen als Glockentürme. Die Bierglocke im westlichen Dachturm verkündete die Sperrstunde und wurde auch Armesünderglöcklein genannt. Die östliche Glocke ist mit der Uhr verbunden. Im unteren Bereich der Südseite des Ostflügels befinden sich weitere Figurennischen, in denen gotische Holzfiguren der beiden Schutzheiligen Arnstadts (Maria und Bonifatius) stehen, ein Altan und flachbogige Türen mit reliefierten Schlusssteinen. Die Nordseite des Ostbaus wurde hingegen schlicht gehalten. Beide Bauteile besitzen Satteldächer.
Den Südflügel zeichnen nicht nur anders gestaltete Dachgauben, sondern insbesondere die zahlreichen Fenster aus, die hier auf drei Geschosse verteilt und dicht nebeneinander verbaut wurden. Am Westteil des Südflügels ist der Schmuck des Schaugiebels deutlich reduzierter und besteht lediglich aus einer Sonnenuhr. In der Achse befindet sich zudem im Erdgeschoss ein Renaissanceportal von 1585, das von ionischen Säulen auf Sockeln eingerahmt wird. Über dem Eingang wurde das Stadtwappen-Relief angebracht, das von den sechs Wappenschilden der damals obersten Arnstädter Ratsherren – darunter der Architekt und Bürgermeister Christoph Junghans – zugeschrieben werden, und zwei allegorischen Figuren (Fides und Caritas) flankiert wird, die als Karyatiden dienen. Zudem zieren es Kopfdarstellungen und Figurenreliefs (Justitia und Fortitudo). Vor dem Eingang befindet sich das Stadtwappen als Mosaik auf dem Boden. Hier befand sich der Eingang zum Ratskeller.
Der moderne Anbau im Hof wird aufgrund seiner Funktion auch „Glasverbinder“ genannt. Hier befindet sich heute der Haupteingang.